# Oldenlandia aretioides
Oldenlandia aretioides là một loài thực vật thuộc họ Rubiaceae. Đây là loài đặc hữu của Yemen.